# Lonchocarpus madagascariensis
Lonchocarpus madagascariensis är en ärtväxtart som först beskrevs av Wilhelm Vatke, och fick sitt nu gällande namn av Roger Marcus Polhill. Lonchocarpus madagascariensis ingår i släktet Lonchocarpus och familjen ärtväxter. Inga underarter finns listade i Catalogue of Life.